# Wrede (westfälisches Adelsgeschlecht)

Wappen derer von Wrede

Wrede ist der Name eines alten westfälischen Adelsgeschlechtes. Sein Stammsitz liegt in Amecke, heute ein Ortsteil von Sundern im Sauerland. Zweige der Familie bestehen bis heute.

## Geschichte
Das Geschlecht erscheint erstmals urkundlich mit Eberhardus Wrethe, der 1202 im Gefolge des Grafen Gottfried II. von Arnsberg erschien. Die sichere Stammreihe beginnt 1318 mit Heinrich Wrede auf Sorpe.

### Wrede zu Amecke

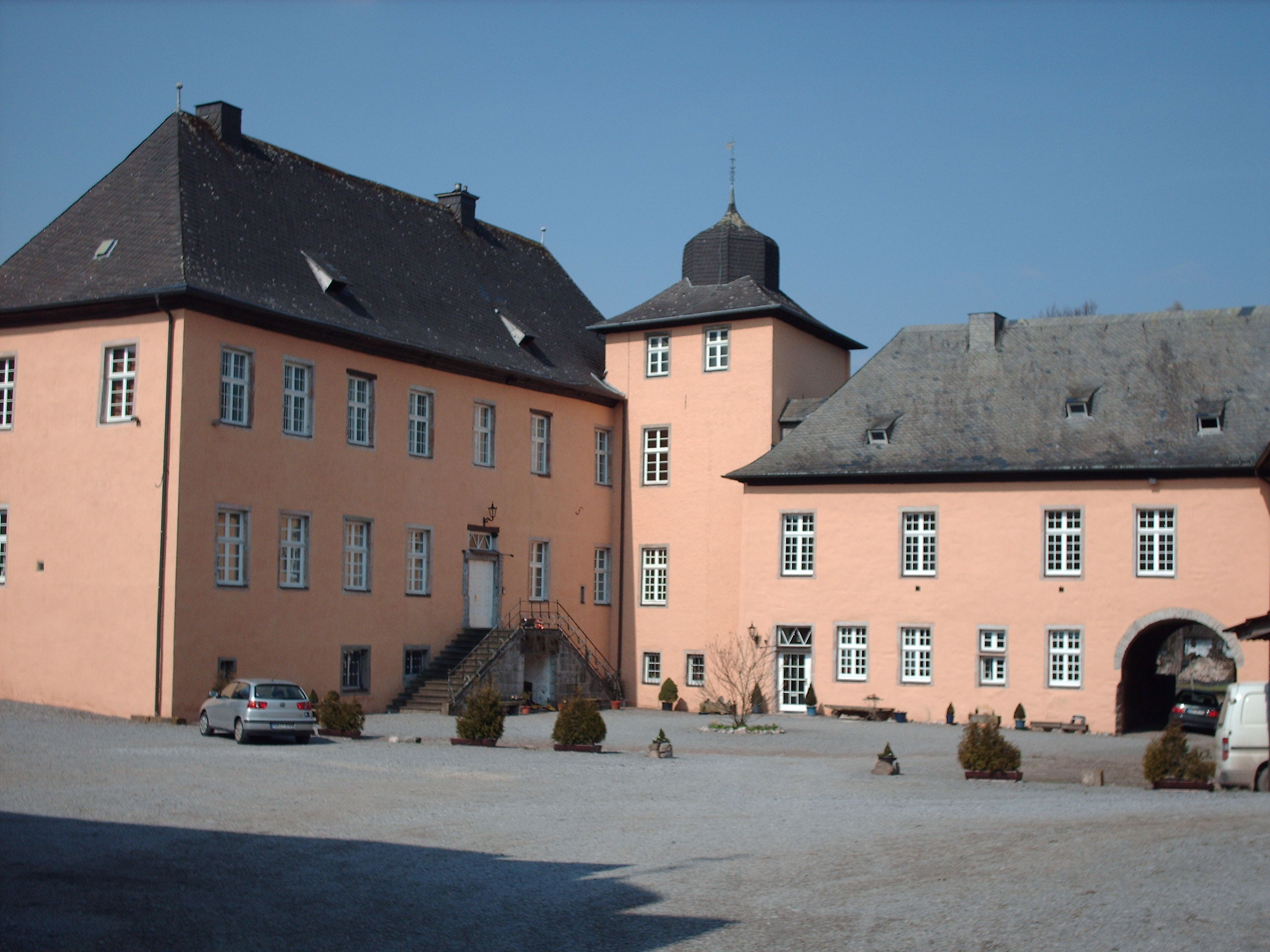
Haus Amecke

Seit 1338 ist Besitz der Familie von Wrede in Amecke nachweisbar. Ihr 1397 „castrum Adenbecke“ genanntes Haus Amecke wurde 1419 in ein oberes und unteres Haus geteilt.
Hennecke Wrede besaß im 15. Jahrhundert das niedere Haus. Er war mit Elisabeth von Neuhoff verheiratet.
Johann Wrede I. zu Amecke, sein Sohn, erbte das niedere Haus. Er war mit Margarete von Rotthausen verheiratet. Das Paar hatte zwei Söhne, Dietrich Wrede und Johann Wrede. Dietrich Wrede zu Amecke heiratete Margareta von Cobbenrode, Erbin zu Melschede, und Johann Wrede kam in Besitz des Hauses Frönsberg.
Die Tochter Klara Wrede zu Amecke († nach 1544) heiratete ca. 1510 Heinrich von Heygen zu Ewig. Deren Sohn Johann von Heygen heiratete Anna Wrede, Erbin von Amecke, oberes Haus. Dadurch kam das obere Haus Amecke in Besitz der Familie Heygen.
Das niedere Haus blieb ununterbrochen im Besitz der Familie von Wrede. 1758 kaufte Freiherr Philipp Hermann von Wrede zu Amecke das obere Haus zurück und vereinigte so den Gesamtbesitz wieder. Heute wird der forstwirtschaftliche Betrieb nebst Golfplatz von Eberhard Freiherrn von Wrede (* 1968) und Freifrau Katharina geb. Beliczey de Baicza geführt.

### Wrede zu Melschede

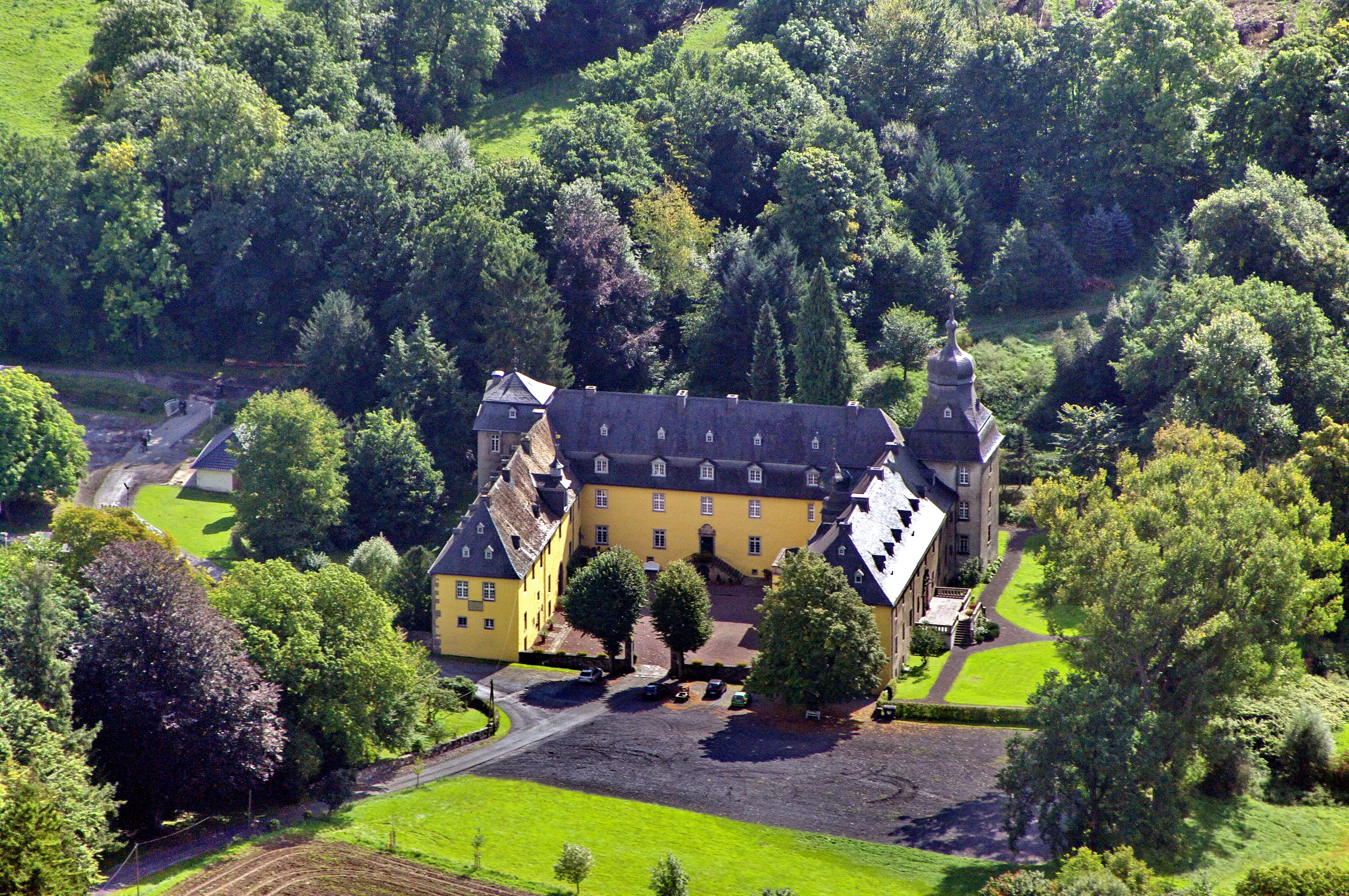
Schloss Melschede

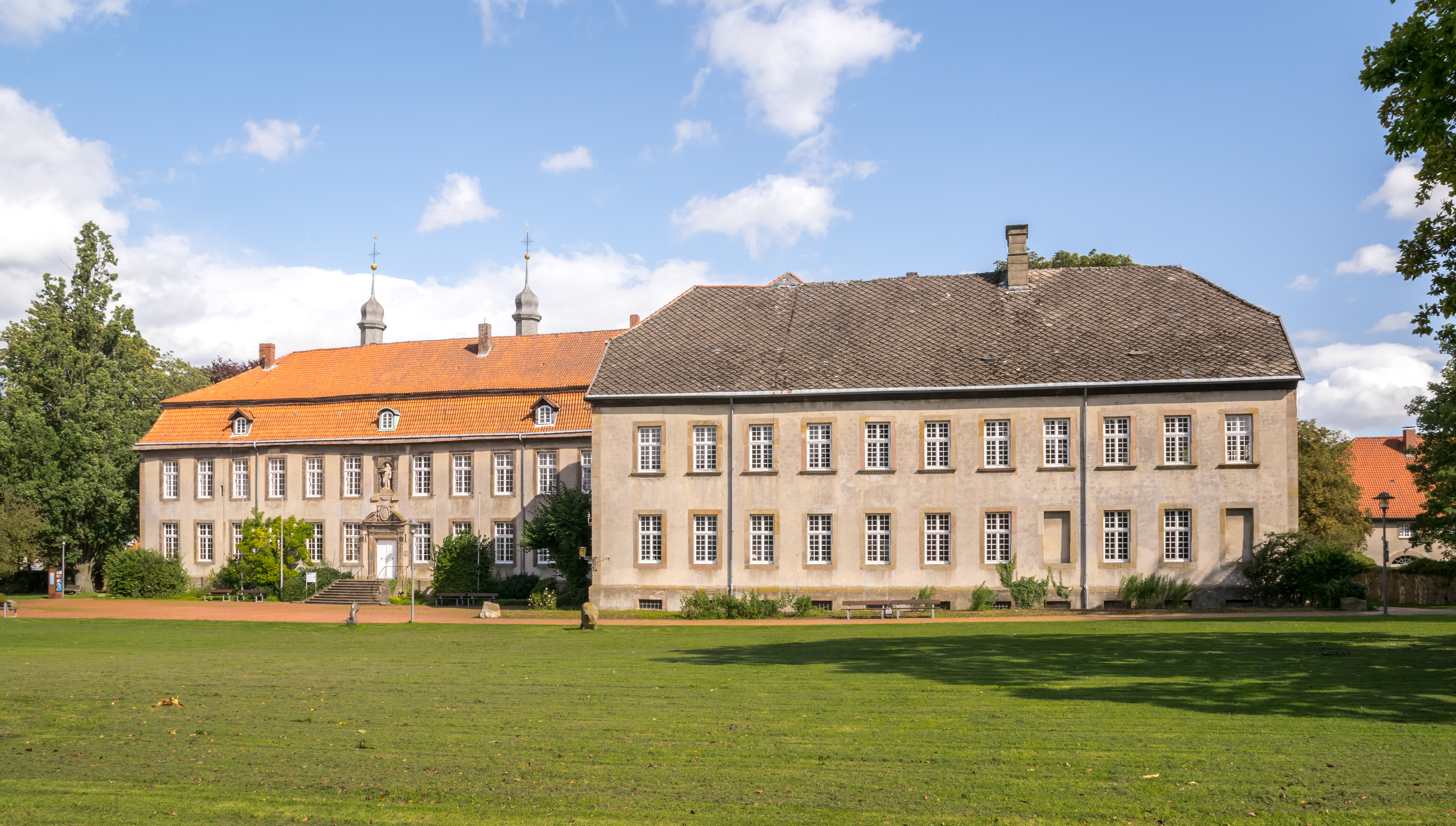
Kloster Willebadessen

Albrecht (Albert) Wrede, Drost von Arnsberg, erhielt 1364 das obere Haus von Schloss Melschede vom Kölner Erzbischof als Dank für seine Verdienste bei dessen Erwerb der Grafschaft Arnsberg geschenkt.
Konrad von Wrede war 1454–1458 Marschall von Westfalen
Freiherr Ferdinand von Wrede zu Melschede, Landdrost von Westfalen, ließ 1659–1669 das heutige Schloss als Vierflügelanlage errichten (2010 wurde es verkauft). Die Baumeister waren Bonitius aus Trier und Nicolas Spantzl aus Meran.
Engelbert Anton von Wrede (1742–1808) war der letzte Dompropst des Domkapitels Münster in der Zeit des Alten Reiches.

#### Wrede zu Melschede, Herren auf Willebadessen
1871 erwarb Freiherr Joseph Ferdinand von Wrede-Melschede (* 6. November 1825 in Melschede, † 18. Juni 1907 in Willebadessen) das ehemalige Benediktinerinnen-Kloster Willebadessen mit seinen Ländereien.
Theodor Franz Joseph Aloysius von Wrede-Melschede (* 1. August 1863 in Minden, † 23. Januar 1951 in Willebadessen), sein Sohn, folgte ihm als Eigentümer.
Joseph Maria Franziskus Hubertus Ignatius Aloysius von Wrede-Melschede (* 30. Januar 1896 auf Schloss Waldhof bei Osnabrück, † 8. Dezember 1981 in Warburg) folgte in der nächsten Generation. Er war u. a. 1956 bis 1969 Landrat des Altkreises Warburg.
Diedrich Eberhard Maria Josef Hubertus von Wrede-Melschede (* 20. Mai 1930 in Willebadessen, † 8. Februar 2016 in Willebadessen), dessen Sohn, war verheiratet mit Alexandra von Wrede. Er übertrug 1977 die Klostergebäude an die „Stiftung Europäischer Skulpturenpark e. V.“.
Konstantin von Wrede, Diedrichs zweiter Sohn, erwarb 2016/17 die Gebäude für die Familie zurück, da der Stiftungsverein die Unterhaltskosten für die Gebäude nicht mehr tragen konnte.

### Wrede zu Steinbeck
1617 berief Graf Simon VI. zur Lippe den Junker Rabe de Wrede als Konduktor (Verwalter) für sein vakant gewordenes Gut Steinbeck bei Salzuflen. Als Landsasse war er ein dem Landesherrn unterworfener Pächter, der jedoch sein Pachtgut stets weitervererben konnte. Die Familie von Wrede behielt Steinbeck bis 1810 in ihrem Besitz und veräußerte ihn dann.

### Wrede auf Brüninghausen und Mühlenbach

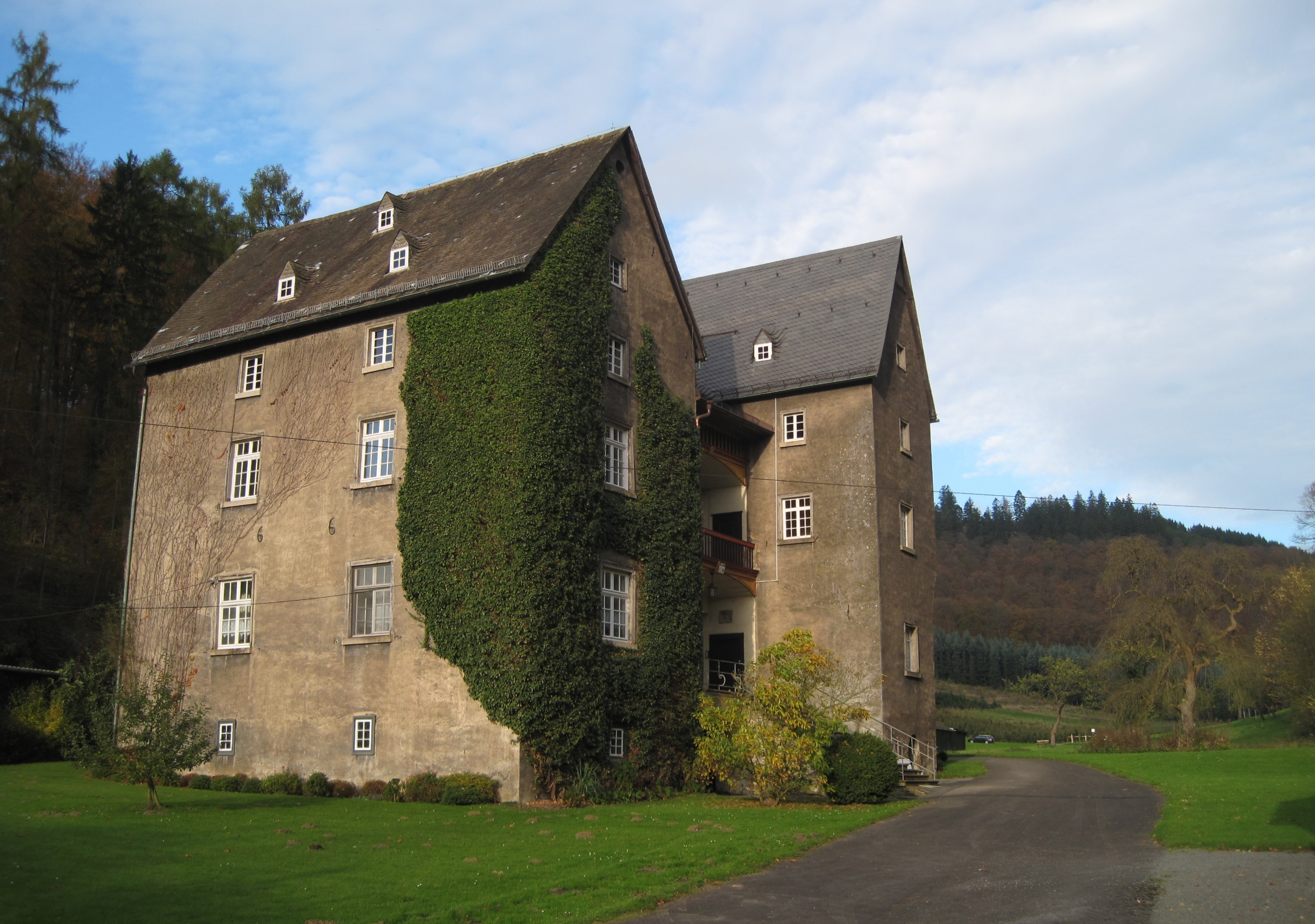
Schloss Brüninghausen

Steffen von Wrede (* ca. 1570; † 1629) heiratete 1612 Wilhelma von Rolshausen und gelangte so im Juli 1626 in ihren Besitz einer Hälfte der im Dreißigjährigen Krieg zerstörten Herrschaft Mühlenbach (Molenbach) bei Koblenz-Arenberg.
Johann Heinrich von Wrede auf Brüninghaus und Mühlenbach (1628–1688), sein Sohn, erbte die eine Hälfte des Besitzes. Zudem erwarb er das Schloss Brüninghausen, ursprüngliche Stammsitz der Herren von Ohle. Seine Frau war Sibylle Elisabeth von der Horst.
Jobst Bernhard von Wrede auf Brüninghausen und Mühlenbach (1689–1708), deren Sohn, starb früh. 1715 brachte seine Witwe Anna Sabina, geb. von und zu Heese (1665–1720), auch die andere Hälfte, die zuvor durch Erbschaft in weiblicher Linie zuerst an Johann Wilhelm von Hunolstein († 1664 als kaiserlicher Feldzeugmeister) und weiter an die Familie von Heddesdorf gelangt war, durch Kauf an sich.
Carl Philipp von Wrede (1702–1775), ihr Sohn, erbte Brünninghausen und Mühlenbach und heiratete Maria Anna von Schade. Zudem gelangte er wieder in Besitz des Familienstammsitzes Amecke.
Philipp Hermann Friedrich von Wrede (* 1728; † 20. Februar 1793), ihr Sohn und Erbe, wuchs wieder in Amecke auf. Er heiratete Eleonora Balduina von Schencking, Erbin von Vögeding. 1758 kaufte er das obere Haus Amecke zurück.
Carl von Wrede, ihr ältester Sohn, erbte den väterlichen Besitz und konnte ihn später in sein Allodialeigentum bringen. Burg Mühlenbach (Koblenz) wurde Anfang des 19. Jahrhunderts verkauft. Carls jüngerer Bruder Caspar (* 4. September 1793) studierte 1809 bis 1819 an der Universität Münster. Nach dem 1816 geschlossenen Erbvergleich der Brüder kaufte sich Caspar mit seiner Abfindung von der Familie von Schade das Haus Blessenohl und heiratete Antoinette von Fürstenberg, mit der er vier Kinder bekam. 1825 wurde dem jungen Paar von einer unbekannten Person ein Findelkind auf die Treppe des Herrenhauses gelegt. Daraufhin verließ Antoinette mit den Kindern ihren Mann. Caspar von Wrede wurde am 13. November 1832 auf dem Weg von Blessenohl nach Eslohe erschossen aufgefunden. Zwei Jahre später wurde Haus Blessenohl verkauft.
Heutiger Besitzer von Schloss Brüninghausen ist Eberhard Freiherr von Wrede.

## Standeserhöhungen
Am 10. Dezember 1687 wurde Fabian von Wrede in den schwedischen Grafenstand erhoben.

## Die bayerischen Wrede
Der im Jahr 1814 in den bayerischen Fürstenstand erhobene Feldmarschall Carl Philipp von Wrede gehört nicht zu dieser Familie. Er entstammte dem bayerischen Geschlecht Wrede, das erst 1790 in den Adelsstand erhoben wurde. Er nahm jedoch ein Wappen an, das dem der westfälischen Familie ähnelt, und seine Vorfahren väterlicherseits stammten auch aus Westfalen.

## Wappen
Das in Rot und Gelb gespaltene Stammwappen zeigt einen Kranz mit fünf (1:2:2) Rosen verwechselter Farbe. Auf dem Helm mit rot-gelbem Decken der Kranz zwischen einem offenen, rechts goldenen und links roten Flug.
Familienspruch: „Virtuti pro patria“ (Tapferkeit für das Vaterland)

## Weitere Namensträger
- Helena von Wrede zu Amecke, Äbtissin im Stift Nottuln (1699–1728)
- Christian Maria Anton von Wrede (1747–1802), Domherr in Münster und Osnabrück
- Adolph von Wrede (1807–1863), deutscher Arabienreisender
- Carl von Wrede (1830–1901), Landrat im Kreis Warendorf
- Friedrich von Wrede (1787–1869), deutscher Landrat des Kreises Iserlohn
- Joseph von Wrede (1896–1981), deutscher Politiker (CDU)
- Philipp von Wrede zu Amecke († 1677), Domdekan in Worms und Administrator des zu dieser Zeit in Mainz residierenden Wormser Fürstbischofs.